# PZL.9
PZL.9 (PZL-9) – projekt wodnosamolotu obserwacyjnego będący wodną wersją samolotu łącznikowego PZL Ł.2, opracowywany w latach 1929–1932 w Państwowych Zakładach Lotniczych.

## Historia
Pod koniec lat 20. XX wieku polska Marynarka Wojenna zainteresowały się możliwością użycia wodnosamolotów bojowych. Jednym z projektów PZL mającym zaspokoić te oczekiwania był projekt wodnosamolotu obserwacyjnego PZL.9. W opracowywaniu tej maszyny posłużono się wcześniej opracowanym samolotem łącznikowym PZL Ł.2. Ten jednosilnikowy dwumiejscowy górnopłat wyposażono w płaskodenne pływaki oraz pełną mechanizację skrzydeł i zaprezentowano marynarce jako PZL.9. Projekt nie wzbudził zainteresowania wojska i został zarzucony.

## Służba w lotnictwie
Samolot ten nigdy nie wyszedł poza fazę projektu i tym samym nigdy nie służył w lotnictwie.

## Opis techniczny
Dwumiejscowy górnopłat zastrzałowy. Konstrukcja z kratownicy duralowej krytej płótnem. Podwozie samolotu klasyczne stałe na drewnianych płaskodennych pływakach. Kabina pilota i obserwatora otwarta. Silnik gwiazdowy.

## Wersje
- PZL.9 – projekt wodnosamolotu obserwacyjnego.